# Oberoblander Filz
Koordinaten: 47° 50′ 6″ N, 10° 56′ 57″ O

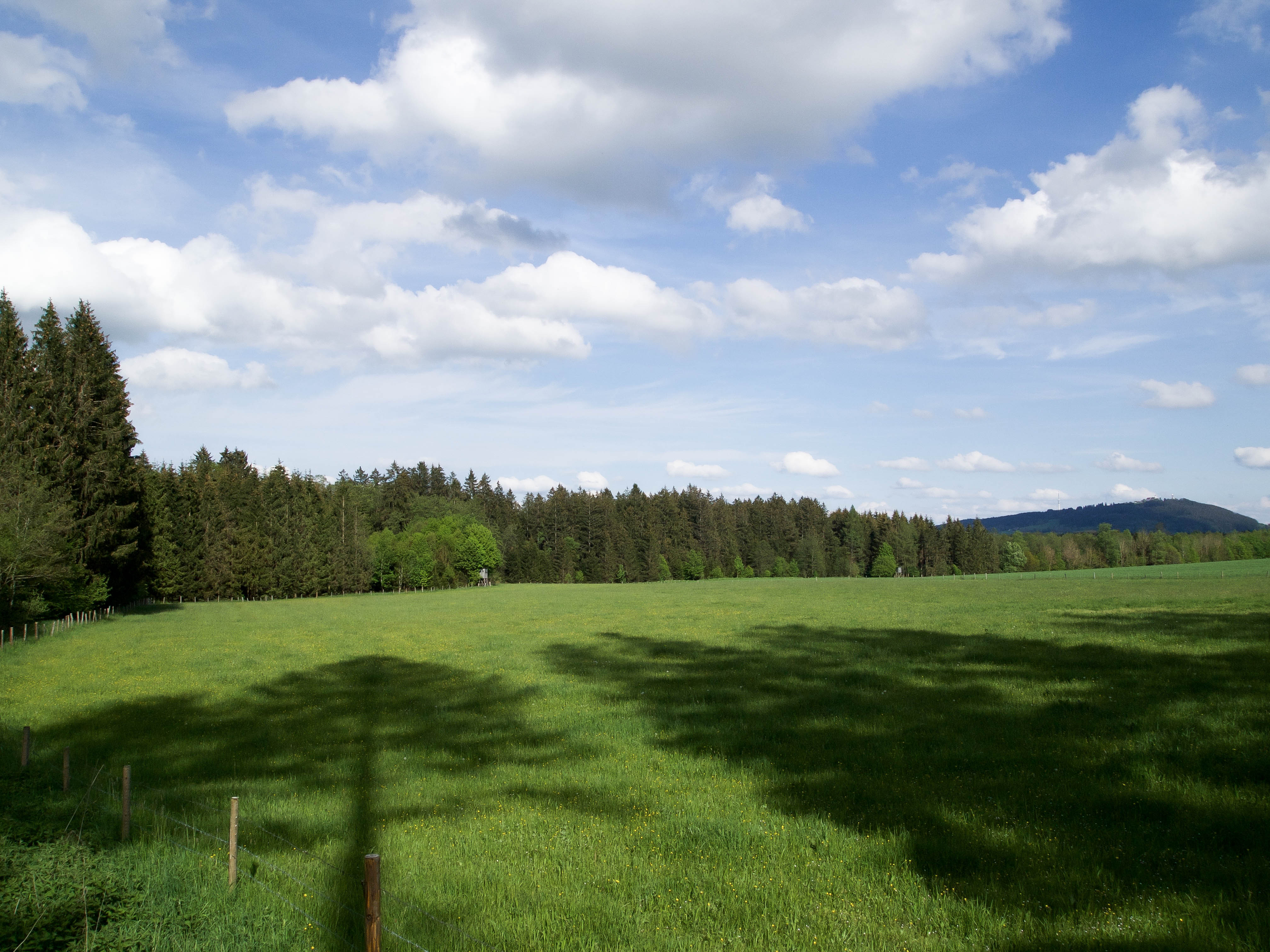
Blick von Westen auf das Waldstück Oberoblander Filz bei Herzogsägmühle (Mai 2016)

Das Naturschutzgebiet Oberoblander Filz liegt auf dem Gebiet des Marktes Peiting im Landkreis Weilheim-Schongau in Oberbayern.
Das etwa 51 ha große Gebiet mit der Nr. NSG-00032.01, das im Jahr 1940 unter Naturschutz gestellt wurde, erstreckt sich nordöstlich des Kernortes Herzogsägmühle direkt an der am nördlichen Rand verlaufenden St 2014. Am südlichen Rand des Gebietes hat der Filzbach seine Quelle, nördlich fließt der Wielenbach und westlich der Lech.